# Jeffrey Douglas
Jeffrey Douglas est un acteur canadien né le 8 juin 1971 à Truro, en Nouvelle-Écosse (Canada).

## Biographie
Il est connu pour avoir interprété Joe dans la pub I Am Canadian.

## Filmographie

### Cinéma
- 2002 : John Q de Nick Cassavetes : Le flic à l'ordinateur
- 2003 : Touch & Go de Scott Simpson : Darcy McManus

### Télévision
- 1998 : Scandaleusement vôtre (Scandalous Me: The Jacqueline Susann Story) (Téléfilm) : Le type au 27
- 1998 et 2001 : Jett Jackson (série télévisée) : Cubby
- 2000 : Le Loup-garou du campus (Big Wolf on Campus) (série télévisée) : Vince
- 2001 : Unité 156 (In a Heartbeat) (série télévisée) : Galileo Tennison
- 2001 : Jett Jackson: The Movie (Téléfilm) : Cubby
- 2002 - 2006 : Les Secrets de Blake Holsey (Strange Days at Blake Holsey High) (série télévisée) : Professeur Z
- 2003 : La Reine des prédateurs (Webs) (Téléfilm) : Sheldon
- 2003 : Missing : Disparus sans laisser de trace (1-800-Missing) (série télévisée) : Kevin Schantz
- 2003 - 2004 : Sue Thomas, l'œil du FBI (Sue Thomas: F.B.Eye) (série télévisée) : David Palmer
- 2004 : This Is Wonderland (série télévisée) : Matt Liriano
- 2004 : Méthode Zoé (Wild Card) (série télévisée) : Det. Berwin
- 2005 : Show Me Yours (série télévisée) : Douglas
- 2005 : Darcy (Darcy's Wild Life) (série télévisée) : Rory Fields
- 2009 : Les Enquêtes de Murdoch (série télévisée) : Reginald Poundsett
- 2010 : Lost Girl (série télévisée) : Silas
- 2011 : She's the Mayor (série télévisée) : Norm
- 2011 - 2012 : Mudpit (série télévisée) : Fitzy